# Powiat Tsukubo
Powiat Tsukubo (jap. 都窪郡 Tsukubo-gun) – powiat w Japonii, w prefekturze Okayama. W 2024 roku liczył 12 373 mieszkańców.

## Miejscowości
- Hayashima